# Kenneth Stenild
Kenneth Stenild Nielsen (født 11. september 1987) er en dansk professionel fodboldspiller, der spiller i den norske klub Fram Larvik.

## Spiller- og trænerkarriere

### AaB
Stenild startede sin karriere i den nordjyske klub AaB. Han fik sin seniordebut for AaBs førstehold i UEFA Intertoto Cup i sommeren 2007. Da klubben købte Karim Zaza og indgåelsen af en korttidsaftale med Martin S. Jensen måtte han se sig degraderet til tredjevalget til målmandsposten. Efter Martin S. Jensens skifte til Skive IK i januar 2008, var Stenild igen andetvalget til målmandsposten. Fra 2008 til 2009 spillede Stenild i alt 11 superligakampe for AaB.

### AC Horsens
I sommeren 2009 valgte Stenild at skifte til 1. divisions klubben AC Horsens. Her stod han fra starten i skyggen af Søren Jochumsen, og Stenild fik ikke meget spilletid. Fra juli 2009 til januar 2012 spillede Stenild ingen minutter i Superligaen. I slutningen af januar 2012 blev han løst fra kontrakten i AC Horsens, da klubben ikke kunne garanterer spilleren fast spilletid.

### SønderjyskE
Efter en par prøvetræninger i andre klubber, underskrev Kenneth Stenild og superligaklubben SønderjyskE i februar 2012 en kontrakt der var gældende indtil 30. juni samme år. Dette skete efter at Stenild havde været med klubben på træningslejr i Tyrkiet, kombineret med at SønderjyskEs normale første målmand Nathan Coe havde fået en længerevarende skade. Kontrakten blev i maj 2012 forlænget med ét år, så den nu var gældende til 30. juni 2013.
Efter sæsonen 2012-13 blev Stenilds kontrakt ikke forlænget, og han forlod SønderjyskE den 30. juni. Han spillede i alt 10 kampe i Superligaen for klubben.

### Vard Haugesund
Efter bruddet med SønderjyskE skiftede Stenild til den norske Adeccoligaklub SK Vard Haugesund, der har danske Flemming Christensen som træner. I første omgang blev han enige med klubben om en kortvarig kontrakt på 41 dage, men kort efter blev den aftale forlænget til at gælde for resten af 2013. Derefter valgte han at forlade klubben.

### Fram Larvik
Den 27. januar 2014 valgte Stenild at underskrive en kontrakt med Fram Larvik. Han stoppede ved udgangen af 2019 karrieren.

### Trænerkarriere
Efter at han stoppede som aktiv fodboldspiller, blev han assistenttræner i Vejgaard Boldspilklub i 2020.

## Landshold
Kenneth Stenild har spillet 34 officielle kampe for forskellige danske ungdomslandshold. Den 26. januar 2007 spillede han én uofficiel kamp for Danmarks U/21-fodboldlandshold, da holdet i Bangkok mødte Thailands U/23 landshold i en træningsturnering.